# オ・ヨンソ
オ・ヨンソ（ハングル：오연서、1987年6月22日 - ）は、韓国の女優。韓国・慶尚南道晋州市生まれ（昌寧郡桂城面で育つ）。身長170cm。体重48kg。O型。東国大学校演劇映像学科卒業。Story J Company所属。

## 出演

### テレビドラマ
- シャープ（2003年 - 2005年、KBS） - イ・イェリム	役
- 愛も憎しみも～妻と愛人の間で～（朝鮮語版）（2006年 - 2007年、SBS） - キム・イェリム役
- H.I.T. -女性特別捜査官-（2007年、MBC） - ソン・ソンオク役
- 銭の戦争（2007年、SBS）
- 大王世宗（2008年、KBS） - オリ役
- KBSドラマシティー（朝鮮語版） LOVE FOR SALE ラブ フォーセール（2008年、KBS） - チェ・ヒジュ役
- 新・ソウルトゥッペギ（朝鮮語版）（2008年、KBS） - ソ・スジン役
- キム・マンドク〜美しき伝説の商人（2010年、KBS） - イウン役
- トンイ（2010年、MBC） - 仁元（イヌォン）王后役
- 童顔美女（朝鮮語版）（2011年、KBS） - イ・ソジン役
- 棚ぼたのあなた（朝鮮語版）（2012年、KBS） - パン・マルスク役
- オ・ジャリョンが行く!（朝鮮語版）（2012年 - 2013年、MBC） - ナ・コンジュ役
- メディカル・トップチーム（朝鮮語版）（2013年、MBC） - チェ・アジン役
- 私はチャン・ボリ!（2014年、MBC） - チャン・ボリ役
- 輝くか、狂うか（2015年、MBC） - シンユル役
- 帰ってきて ダーリン!（2016年、SBS） - ハン・ホンナン役
- 猟奇的な彼女（2017年、SBS） - ヘミョン王女役
- 花遊記（2017年 - 2018年、tvN） - チン・ソンミ役
- 欠点ある恋人たち（朝鮮語版）（2019年 - 2020年、MBC） - チュ・ソヨン役
- このエリアのクレイジーX（朝鮮語版）（2021年、kakaoTV） - イ・ミンギョン役
- 美男堂の事件手帳（2022年、KBS2） - ハン・ジェヒ役

### 映画
- ハーブ（朝鮮語版、英語版）（2007年） - 女性教師役
- 二人だ（朝鮮語版）（2007年） - チョン・ウンギョン役
- うちの学校のET（朝鮮語版）（2008年） - スジン役
- 女子高の怪談5 心中（朝鮮語版）（2009年） - イ・ユジン役
- ダブル捜査線（朝鮮語版）（2010年） - 雑誌モデル役
- Green Days 大切な日の夢（朝鮮語版）（2011年） - ハン・スミン役（声優として出演）
- ジャスト・フレンズ（朝鮮語版）（2012年） - ソン・ウンジ役
- プロミス ～氷上の女神たち～（朝鮮語版）（2016年） - パク・チェギョン役
- 映画チーズ・イン・ザ・トラップ（朝鮮語版）（2018年）  - ホン・ソル役
- 狎鴎亭レポート（2022年） - キュオク役[7]

### バラエティ番組
- 私たち結婚しました（2012年09月15日 - 2013年02月02日） - イ・ジュン（元MBLAQ）と仮想結婚[8]

### Music Video
- E2RE（이투알이）『 Deep night sad song（깊은밤 슬픈노래）』（2012年）[9]

## 受賞歴

### 2009年
- 第4回アジアモデル賞 CFモデル賞

### 2012年
- 第1回K-DRAMA STAR AWARDS - ライジングスター賞 (棚ぼたのあなた - パン・マルスク役)
- MBC演技大賞 新人演技賞 (オ・ジャリョンが行く - ナ・コンジュ役)[10]
- KBS演技大賞 新人演技賞 (棚ぼたのあなた - パン・マルスク役)[11]

### 2013年
- 2013 APAN STAR AWARDS 人気スター賞 (オ・ジャリョンが行く - ナ・コンジュ役)[12]

### 2014年
- KOREA DRAMA AWARDS 女性最優秀賞 (私はチャン・ボリ! - チャン・ボリ役)[13]
- MBC演技大賞 連続ドラマ部門女性最優秀賞 (私はチャン・ボリ! - チャン・ボリ役)[14]

### 2016年
- 2016 Asia Model Festival 人気スター賞[15]
- SBS演技大賞	ファンタジー部門優秀演技賞 (帰ってきて ダーリン! - ハン・ホンナン役)[16]